# Đèo Măng Rơi
Đèo Măng Rơi là đèo trên Quốc lộ 40B ở vùng ranh giới huyện Đăk Tô và Tu Mơ Rông tỉnh Kon Tum, Việt Nam .
Đoạn Quốc lộ 40B ở vùng này được nâng cấp từ "đường tỉnh 672" trước đây.

## Vị trí
Đèo Măng Rơi trên Quốc lộ 40B ở vùng ranh giới xã Văn Lem huyện Đăk Tô và thị trấn Đăk Hà 14°48′26″B 107°56′37″Đ / 14,807193°B 107,94354°Đ huyện Tu Mơ Rông. Đèo cách trung tâm hành chính xã Văn Lem cỡ 5,5 km về phía đông.
Đèo thường hay bị sạt lở nên đường tránh đèo đã được thi công. Tuy nhiên đường tránh cũng vẫn bị sạt lở khi mưa lũ .
Quốc lộ 40B là đường mới nâng cấp từ "đường tỉnh 616" và "đường tỉnh 672", nối từ Tam Kỳ tỉnh Quảng Nam đến thị trấn huyện Đăk Tô 14°39′29″B 107°50′26″Đ / 14,658139°B 107,840544°Đ tỉnh Kon Tum.